# Geranium himalayense
Espèce
Classification phylogénétique
Geranium himalayense, le Géranium de l'Himalaya est une espèce de plante vivace du genre Geranium, originaire de l'Himalaya. Il est cultivé comme plante ornementale.

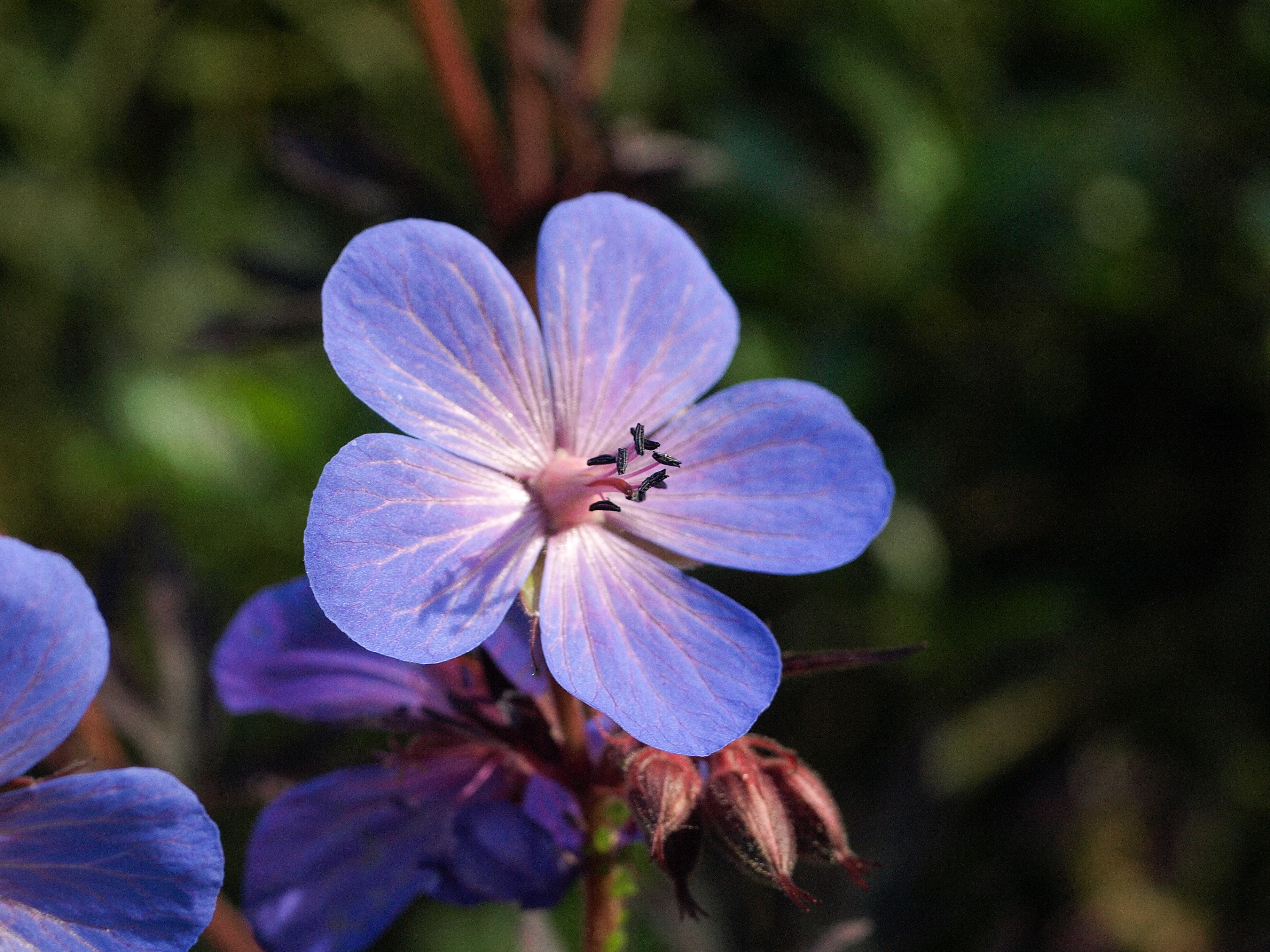
Fleur de géranium de l'Himalaya.

## Description
Le géranium de l'Himalaya est une plante vivace, à feuillage caduc, possédant un rhizome horizontal souterrain, de 7 à 11 mm de diamètre. Il forme une touffe d'environ 40 cm de haut s'étalant sur 140 cm de large.
Les feuilles opposées, de 3-6 cm, sont portées par des pétioles, couverts de poils (trichomes glandulaires et non glandulaires). Le limbe pubescent, palmatipartite comporte 3-5 segments, lobés dans la partie supérieure.
Les inflorescences sont de petites cymes solitaires, comportant un pédoncule pubescent, de 3 à 11 cm, portant 2 fleurs. La fleur bleu-violet à cœur blanc est actinomorphe (à symétrie radiale). Les 5 sépales ovales-lancéolés, sont couverts d'une pubescence glandulaire. Les 5 pétales d'un bleu profond, veiné de mauve, sont obovales, à apex arrondi. Les 10 étamines en deux verticilles portent des anthères bleu noirâtre. Cinq nectaires sont disposés entre les étamines extérieures. Le style et les stigmates vont du rose au pourpre.
Le fruit est formé de 5 méricarpes.
Le Geranium himalayense est assez proche du géranium des près Geranium pratense, mais ses feuilles sont plus petites et moins découpées.

## Distribution et habitat
Geranium himalayense est plante originaire du Tibet, d'Afghanistan, du nord de l'Inde, du Népal et du Pakistan.
C'est une espèce des prairies subalpines et alpines.

## Culture
Le géranium de l'Himalaya est une plante vigoureuse qui peut être cultivée dans les régions tempérées.  Il est utilisé dans les massif et comme couvre sol.
Plusieurs cultivars ont été sélectionnés. :
- Geranium himalayense 'Baby Blue' a un port compact et des fleurs assez grandes
- Geranium himalayense 'Gravetye' aux fleurs bleu lilas veiné de rouge
- Geranium himalayense 'Plenum' (synonymes 'Birch Double', 'Flore pleno') à fleurs doubles

## Synonymes

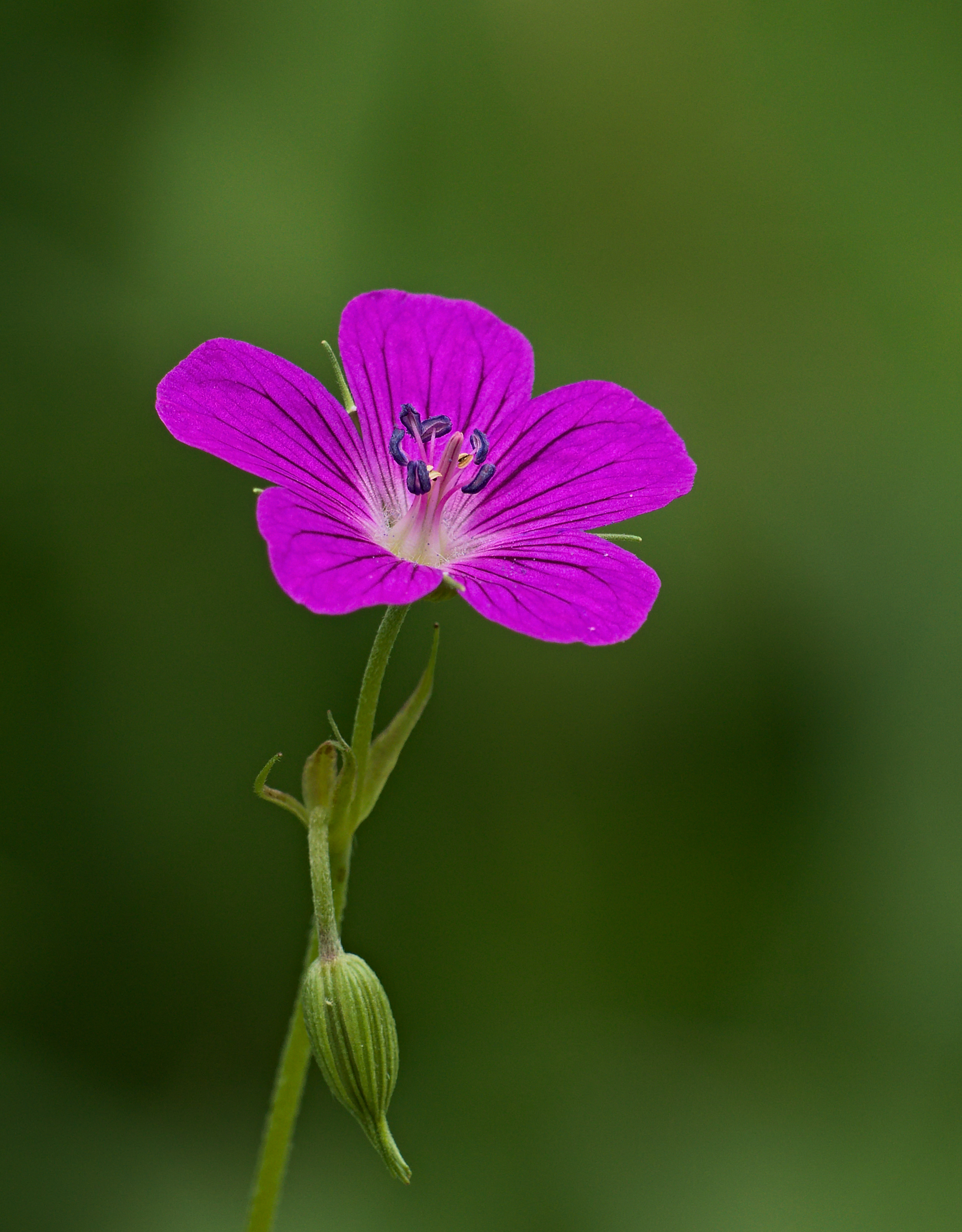
Geranium palustre, près de Reinheim (Hesse). Juin 2017.

Selon Tropicos, les synonymes sont :
- Geranium grandiflorum Edgew.
- Geranium meeboldii Briq.
- Geranium palustre L.